# Fernando León y Castillo
Fernando León y Castillo, Marqués del Muni (*Telde, Gran Canària (Illes Canàries), 30 de novembre de 1842 - † Biàrritz (Lapurdi), 12 de març de 1918) fou un advocat, polític i diplomàtic canari, que va impulsar decididament la intervenció d'Espanya en el Nord d'Àfrica i va ser ministre d'Ultramar durant el regnat d'Alfons XII i ministre de Governació durant la regència de Maria Cristina d'Habsburg-Lorena.

## Biografia
Va estudiar Dret a Madrid i va col·laborar en publicacions liberals en els últims anys del regnat d'Isabel II. Després de la Revolució de 1868 va ser nomenat governador civil de Granada i València. Escollit diputat a Corts per Gran Canària, en 1871, i més tard senador, en 1874 va accedir a la Sotssecretaria d'Ultramar.
Després de la Restauració i amb Sagasta va ser ministre d'Ultramar entre el 8 de febrer de 1881 i el 9 de gener de 1883. Va promoure les obres de construcció del Puerto de La Luz a Las Palmas de Gran Canària, capital de la seva illa natal, al que va intuir com un dels de més avenir de l'Atlàntic. Gràcies a la seva labor es construïren carreteres a les illes Canàries, el far de Maspalomas i el llatzaret de Gando, aquests últims obres emblemàtiques a Gran Canària. També es van crear els correus interinsulars, coneguts com a correillos, petits vaixells de vapor que comunicaven les Illes Canàries entre si. Posteriorment, el 10 d'octubre de 1886, León i Castillo es faria càrrec del ministeri de Governació però només durant un any, ja que el 12 de novembre de 1887 seria nomenat ambaixador a França, càrrec que ocuparia amb intermitència fins a la fi de la seva vida.
Hàbil negociador, les seves gestions van desembocar al Tractat de París (1890), que reconeixia els dominis d'Espanya a l'Àfrica occidental. Per aquests assoliments i com reconeixement a la seva brillant trajectòria política, Maria Cristina d'Habsburg-Lorena, Reina Regent d'Espanya, va concedir a León y Castillo en 1900 el títol de Marquès del Muni. Tanmateix, León y Castillo va prosseguir amb la seva labor política redactant, entorn de l'any 1902 l'esborrany del que vindria a ser un nou tractat franco-espanyol que ampliava els dominis espanyols al Marroc, incloent l'àrea de Fes. No obstant això, les dilacions liberals i l'escepticisme de Maura van retardar la signatura d'aquest acord fins a 1912, amb resultats molt més modests. Va participar en la Conferència d'Algesires (1906) i va defensar la política neutral espanyola durant la Primera Guerra Mundial. Al març de 1918, Fernando León i Castillo, sent ambaixador, moriria a Biàrritz. Deu anys més tard, en 1928, les seves restes serien traslladats a l'illa de Gran Canària. A la seva arribada, va ser rebut per una multitud agraïda que l'esperava en el mateix moll que ell mateix va promoure. Des de llavors descansa en el mausoleu que se li va erigir en l'interior de la Catedral de Las Palmas de Gran Canària.